# Ribes de Freser
Ribes de Freser ist eine Gemeinde in den spanischen Pyrenäen auf 912 m Höhe mit 1.847 Einwohnern (Stand: 2024). Sie liegt nördlich von Ripoll, an den Zusammenflüssen von Freser, Rigard und Segadell nahe dem Vall de Núria in der Comarca Ripollès in Katalonien.

## Gemeindegliederung
- Ribes de Freser
- Armàncies
- Batet
- Bruguera
- Ribesaltes
- El Solà i Ventolà

## Demografie
| 1900  | 1930  | 1950  | 1970  | 1981  | 1986  | 2006  |
| 1.699 | 2.965 | 3.564 | 3.133 | 2.794 | 2.627 | 2.017 |

## Verkehrsanbindung
Ribes de Freser liegt an der Landstraße N-152, die Ripoll mit Puigcerdà verbindet und weiter zur französischen Grenze führt.
Der Bahnhof Ribes de Freser befindet sich an der Bahnstrecke Barcelona–Latour-de-Carol - Enveitg, die von der S-Bahn Barcelona bedient wird. Einzelne Züge der Linie R3 verkehren dazu – von Barcelona kommend – ab Vic weiter über Ribes de Freser nach Latour-de-Carol (Frankreich), wo Anschluss an mehrere französische Bahnlinien besteht.

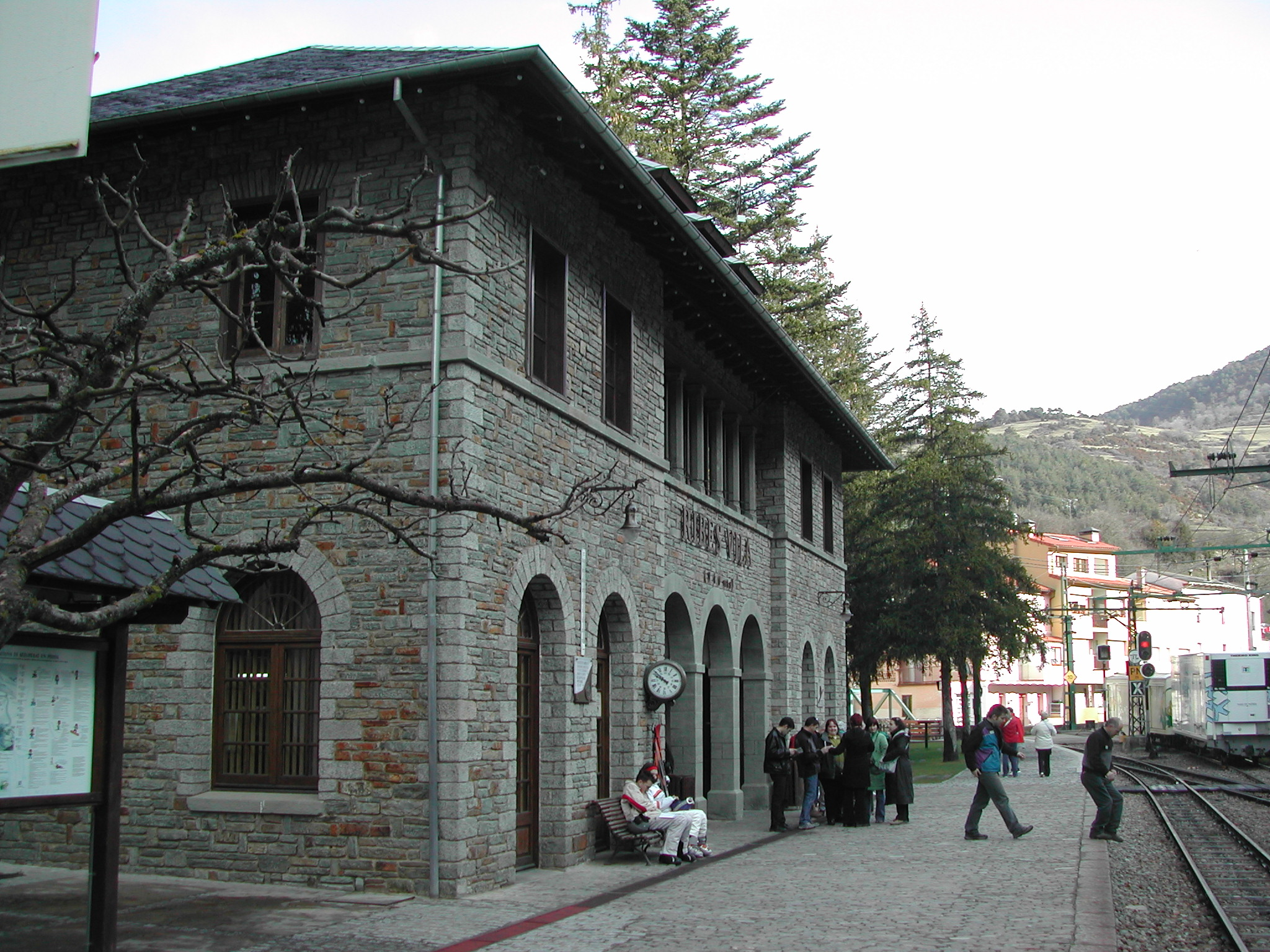
Bahnhof Ribes Vila der Cremallera de Núria

Neben dem Bahnhof Ribes de Freser (der RENFE) befindet sich der Bahnhof Ribes-Enllaç (der FGC), welcher der Endhaltepunkt der Cremallera de Núria ist, einer Zahnradbahn, mit der das Hochtal Vall de Núria erreicht werden kann.

## Persönlichkeiten
- Eudald Carbonell (* 1953), Paläontologe
- María Isabel Moreno (* 1981), ehemalige Radrennfahrerin
- Núria Pau (* 1994), Skirennläuferin
- Joan Triadú (1921–2010), Schriftsteller und renommierter Literaturkritiker